# Oberwangenbach
Oberwangenbach ist ein Gemeindeteil der Gemeinde Attenhofen und eine Gemarkung im niederbayerischen Landkreis Kelheim. Bis 1971 bestand die Gemeinde Oberwangenbach.

## Lage
Das Dorf Oberwangenbach liegt in der Hallertau etwa vier Kilometer nördlich von Attenhofen. Durch den Ort verläuft die Kreisstraße KEH 32.
Die Gemarkung Oberwangenbach liegt vollständig auf dem Gebiet der Gemeinde Attenhofen. Auf ihr liegen die Attenhofener Gemeindeteile Oberwangenbach, Freidlhof, Pimmersdorf (Wüstung) und Thonhausen.

## Geschichte
Die 1818 gebildete Ruralgemeinde gehörte zunächst zum Landgericht Abensberg, dann zum 1857 neu errichteten Landgericht Mainburg, 1862 zum Bezirksamt Rottenburg, 1901 zum neu errichteten Bezirksamt Mainburg und nach der Umbenennung schließlich ab 1939 zum Landkreis Mainburg. Im Zuge der Gebietsreform in Bayern wurde die Gemeinde aufgelöst und am 1. Januar 1972 in die Gemeinde Attenhofen eingegliedert.